# Sebastià Vidal i Soler
Sebastià Vidal i Soler   (Barcelona, 1 d'abril de 1842 - Manila, 28 de juliol de 1889) va ser un enginyer forestal i professor català, que va destacar com a naturalista, botànic i explorador.

## Biografia
Fill de Domènec Vidal i Balaguer, natural de Cardona, i de Peronella Soler i Rovirosa, natural de l'Havana (germana de Francesc Soler i Rovirosa i tieta de Juli Soler i Santaló). Tant Sebastià com el seu germà Domènec, van estudiar a la Escuela Técnica Superior de Ingenieros de Montes de Madrid. Una Escola on més endavant acabaria exercint de professor.
L'any 1863 ingressà en l'escalafó del Cos, rebent el títol de enginyer segon l'agost de 1865. Sent alumne, va formar part de la Comissió que va estudiar els danys per les inundacions del Xúquer, i el seu nom va ser citat amb honors en la Real Ordre de 15 de desembre de 1865. Va estar tres anys a Tharandt, especialitzant-se en Botànica. Entre 1868 i 1871 va ser professor a Villaviciosa. El 1871 marxà com a enginyer forestal a les Filipines, on exercí com a Inspector general de Montes, i n'estudià la flora, que contrastà amb col·leccions dipositades arreu del món.
El 1876 fou anomenat cap de la recentment creada la Comissió de la Flora i Estadística Forestal per a aquesta colònia. Paral·lelament, a aquest càrrec, exercí també de director del Jardí Botànic de Manila (1878-1889).
Va recórrer moltes de les 7.000 illes que formen aquest arxipèlag i en també va publicar treballs sobre les fustes del mateix país i la seva utilitat. En reconeixement de la seva tasca, mitjançant subscripció popular, es va erigir un monument a la seva memòria en el Jardí Botànic de Manila, realitzat per l'escultor Enric Clarasó i Daudí. La seva estada en l'Escola de Tharandt, a Alemanya, tot just acabats els estudis d'enginyer, va generar una gran afecció a la botànica que va continuar durant tota la vida. A les Filipines, va crear un herbari amb 8.000 espècies i va fer 69 noves descripcions publicades, del qual una part fou destruïda per un incendi el 1897. Es conserva a l'herbari del Real Jardín Botánico de Madrid molt ben documentada. La col·lecció de 8.000 espècies s'amplia a 25.000 sumant-hi els duplicats.
A més de donar a conèixer a manera de compendi la meravellosa flora d'aquelles illes, divulgà els seus herbaris per jardins botànics, museus i universitats europees, convertint-se en partícip i impulsor de les exposicions sobre plantes i fustes ultramarines. Va representar el seu país en congressos i exposicions, i es distingí, especialment en l'Exposició Universal de Filadèlfia, en 1876, i en l'Exposició de Productes Filipins a Madrid de 1887, en la qual se li va concedir la Gran Cruz de Isabel la Católica. També va ser mereixedor de la condecoració de 3a classe de la Corona Reial de Prússia (1875) i del títol de Cavaller de la Reial Orde del Lleó Neerlandès. El seu afany a explorar i descobrir noves espècies, sota les condicions de duresa del clima subtropical filipí, segurament tingué que veure en la seva mort prematura a Manila a causa del còlera, amb només 47 anys.

## Reconeixements[3]
- Creu de la Corona Reial de Prússia
- Caballer de la Orde del Lleó Neerlandès
- Orde d'Isabel la Catòlica
- El 1891 se li erigí un monument a Manila per suscripció pública

## Publicacions
Diversos trebals seus forn publicats
- Memoria sobre el ramo de montes en las Islas Filipinas (1874)
- Estudio sobre el clima de Filipinas (1874)
- Breve descripción de algunas de las maderas más importantes y mejor conocidas de las islas Filipīnas (1874)
- Catálogo metódico de las plantas leñosas silvestres y cultivadas observadas en la provincia de Manila (1880)
- Reseña de la flora del archipiélago filipino (1883)
- Sinopsis de familias y géneros de plantas leñosas de Filipinas: introducción a la flora forestal del archipiélago filipino (1883)
- Apuntes sobre montes y agricultura norteamericana, amb Josep Jordana i Morera (1884)
- Phanerogamae Cumingianae Philippinarum: ó, Índice numérico y catálogo sistemático de las plantas fanerógamas coleccionadas en Filipinas, amb Hugh Cuming (1885)
- Revisión de plantas vasculares Filipinas (1886)